# Bueno de Paiva
Francisco Álvaro Bueno de Paiva (Andradas, 17 de setembro de 1861 — Rio de Janeiro, 4 de agosto de 1928) foi um magistrado e político brasileiro, que serviu como o 9.º vice-presidente do Brasil de 1920 a 1922.

## Dados biográficos

### Vida familiar
Bueno de Paiva era filho de Antônio e Ana Bueno de Paiva. Casou-se com Maria Antonietta Carneiro, filha de Manuel Carneiro Santiago Sobrinho. Manuel era filho de Joaquim Carneiro Santiago e de Ana Cândida Ribeiro de Carvalho (filha do Capitão Manoel José Ribeiro de Carvalho e de Marianna Tridentina Junqueira), ambos pertencentes as famílias de maior prestígio político do Sul de Minas.

### Estudos e carreira
Completou os estudos secundários no curso anexo à Faculdade de Direito de São Paulo e ingressou no curso de direito em 1879, obtendo o grau de bacharel em ciências jurídicas e sociais em 1883. Depois de formado, advogou em Espírito Santo do Pinhal, em São Paulo, por um ano e retornou à terra natal em 1885.

## Vida política

### Deputado
Defensor da abolição da escravatura e dos postulados republicanos, iniciou sua carreira política filiando-se ao Partido Republicano Mineiro (PRM), em cuja legenda foi eleito, em setembro de 1890, deputado por Minas Gerais à Assembleia Nacional Constituinte. Empossado em 15 de novembro seguinte, após a promulgação da Constituição de 24 de fevereiro de 1891 passou a exercer o mandato ordinário, mas não chegou a completá-lo. Renunciou em março de 1892 para assumir a função de juiz de direito de São José do Paraíso (hoje Paraisópolis), em Minas Gerais, na qual permaneceu até setembro de 1894. Nesse mesmo município foi eleito vereador e e presidente da Câmara Municipal (1898-1900).

### Deputado federal e senador
Em 1898 foi eleito senador estadual para a legislatura 1899-1902. Renunciou ao mandato em 1900, por ter sido eleito deputado federal no pleito de novembro do ano anterior. Assumindo sua cadeira na Câmara dos Deputados em maio de 1900, foi reeleito para as legislaturas 1903-1905 e 1906-1908, foi presidente da Câmara e membro das comissões de Finanças e de Justiça. Em abril de 1906 promoveu o I Congresso das Municipalidades de Minas, no município de Itajubá, Minas Gerais. Em 1909 foi eleito, simultaneamente, senador estadual e deputado federal, mas optou pela cadeira na Câmara dos Deputados. No pleito de novembro de 1911 foi eleito senador federal por Minas Gerais. Assumiu sua cadeira no Senado em maio do ano seguinte e, reeleito, exerceu seu mandato de 1912 a 1920. Foi líder da bancada mineira, além de relator, durante alguns anos, do orçamento da Receita. Integrou diversas comissões mistas e especiais, como a da Reforma da Lei de Montepio, a da Reforma Eleitoral e a do Código Civil e Comercial.

### Vice-presidente do Brasil
Com o falecimento do vice-presidente da República, Delfim Moreira, no dia 10 de junho de 1920, foi eleito para o cargo, no qual permaneceu por dois anos, no restante do período presidencial de Epitácio Pessoa (1919-1922). Nessa condição assumiu a presidência do Senado, na qual permaneceu até 15 de novembro de 1922.

### Retorno ao senado e morte
Retornou ao Senado Federal em maio de 1923, para completar o mandato de Raul Soares. Mais uma vez reeleito, faleceu no Rio de Janeiro, então Distrito Federal, no dia 4 de agosto de 1928, em pleno exercício do mandato.